# Bò Sayaguesa
Bò Sayaguesa là một giống bò nhà có nguy cơ tuyệt chủng có nguồn từ Tây Ban Nha. Giống bò này được đặt tên theo các comarca của Sayago ở tỉnh Zamora, ở phía tây của cộng đồng tự trị Castile và León, và được nuôi dưỡng gần như độc quyền trong khu vực đó. Nó cũng có thể được gọi với các cái tên khác như bò Zamorana, Moles de Sayago hoặc Castellana variedad Sayaguesa. Giống bò này được nuôi theo truyền thống, chủ yếu phục vụ cho công việc đồng áng,:148nhưng hiện nay được nuôi chủ yếu để sản sinh thịt

## Đặc điểm
Sayaguesa là một trong những giống bò bản địa Tây Ban Nha lớn nhất. Nó cho thấy hình thái lưỡng cực giới tính đáng kể: bò đực có thể nặng tới 1100 kg và bò lên đến 700 kg.:148 Chiều cao ở những con bò trung bình 158 cm đối với bò đực và 154 cm đối với bò.

## Sử dụng
Sayaguesa theo truyền thống được nuôi chủ yếu cho mục đích kéo cày, phục vụ đồng áng. Sau khi xảy ra việc cơ giới hóa nông nghiệp và Chiến tranh thế giới thứ hai, việc sử dụng này đã dần biến mất, và chăn nuôi hướng tới sản xuất thịt.:147 Bê được giết mổ ở độ tuổi trung bình là 12 tháng; năng suất khoảng 55%.
Sayaguesa đã được sử dụng trong bảo tồn thiên nhiên và trong nỗ lực tái tạo các loài hoang đã tuyệt chủng.:196